# 岩田宙造
岩田 宙造（いわた ちゅうぞう、1875年（明治8年）4月7日 - 1966年（昭和41年）2月22日）は、明治から昭和期の弁護士、政治家（貴族院議員）。正三位、勲一等瑞宝章。法学博士。

## 経歴・人物
1875年、山口県熊毛郡立野村（現・光市）に樋山彦七の二男として生まれ、岩田金蔵の養子となる。樋山家は江戸時代、代々庄屋をつとめた家柄だった。1898年（明治31年）東京帝国大学法科大学法律学科（英法）卒。同期に、湯浅倉平などがいる。
1901年（明治34年）に東京日日新聞社入社。1902年（明治35年）弁護士開業、東京築地に岩田宙造法律事務所（現在の岩田合同法律事務所）を開設。後に、宮内省、日本銀行、日本郵船、東京海上火災、三菱銀行、日本勧業銀行の各顧問弁護士に就任。1931年（昭和6年）12月12日に貴族院勅選議員に任じられた。そして、内閣顧問や行政査察使を同時に兼任した。
1945年（昭和20年）東久邇宮内閣で司法大臣就任。幣原内閣時は留任。1946年（昭和21年）2月には、大審院長に細野長良、検事総長に木村篤太郎、司法次官に谷村唯一郎を起用した。同年5月に公職追放される。
1953年（昭和28年）追放解除。同年より日本弁護士連合会会長。1958年（昭和33年）に学士会第3代理事長。1961年（昭和36年）には国民政治協会の前身の国民協会初代会長に就任した。墓所は多磨霊園。

## 栄典
- 1940年（昭和15年）11月10日 - 紀元二千六百年祝典記念章[9]

## 家族・親族
- 妻：華奈子
- 長男：岩田永俊（実業家）
- 二男：岩田健次郎（実業家） - 妻・幸子は官僚阪本釤之助二女。阪本は作家永井荷風の叔父にあたる。